# Université Montpellier-II
Pour un article plus général, voir Université de Montpellier.
L'université Montpellier-II ou université Montpellier 2 Sciences et techniques, créée en 1970, est l'héritière de l’université de Montpellier créée en 1289.
Son campus principal se trouve au nord de Montpellier et plusieurs antennes se situent dans la région. Elle est l'un des membres fondateurs du PRES Sud de France. Elle fusionne avec l'université Montpellier-I le 1er janvier 2015 pour former l'université de Montpellier.

## Histoire
La création de l’université impériale par Napoléon Ier en 1808 provoqua l’émergence d’un certain nombre de facultés de lettres et de facultés des sciences dans les principales villes de l'Empire.
Montpellier, qui possédait déjà de longue date une faculté de médecine et une école de pharmacie mais également une Société royale des sciences, réputée, créée en 1706, voit ainsi s’ouvrir en 1810 une faculté des sciences dotée au départ de sept chaires : mathématiques transcendantes, astronomie, physique, chimie, zoologie, botanique, minéralogie. Ces chaires étaient au nombre de vingt-sept en 1960, avant la mise en place d’une nouvelle organisation de l’enseignement supérieur en 1970.
En 1879, la faculté est également présente à Sète avec la construction d’une station de biologie marine puis, douze ans plus tard, de l’Institut de botanique, toujours propriété de l'université Montpellier-II. L’Institut de chimie, créé à la même époque, est devenu l'École nationale supérieure de chimie de Montpellier en 1941 et a reçu le titre d’établissement public à caractère administratif rattaché à l'université Montpellier-II.
En 1964, elle quitte le centre-ville pour s'installer dans un campus de trente hectares, au nord de Montpellier, sur lequel sont bâtis 146 000 m2 de bâtiments pour la pédagogie et la recherche. Puis en 1973, l'IUT emménage dans un nouveau campus au nord de Montpellier de neuf hectares, celui de Nîmes est également construit.
Plus récemment, deux départements d'IUT sont aménagés sur Béziers et Sète.
En septembre 2007, l'IUT de Béziers devient une composante à part entière et, en janvier 2008, l'IUFM de Montpellier devient également une composante de l'université. La loi de juillet 2013 supprime les IUFM au profit des ESPE. En septembre 2013 l'IUFM devient la Faculté d'Éducation, composante au sein de l'université Montpellier-II.

## Patrimoine

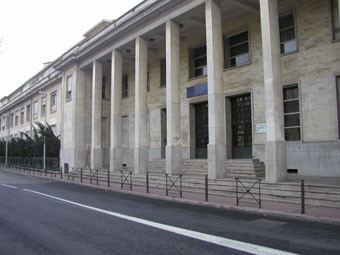
L'Institut de Botanique (rue Auguste Broussonnet).

Héritière d'un passé prestigieux dans le domaine de la botanique, l'université Montpellier-II a conservé la propriété de l'Institut de Botanique de Montpellier (rue Auguste Broussonnet), créé en 1889 par le professeur Charles Henri Marie Flahault, et situé à proximité du Jardin des Plantes de l'université Montpellier-I. Devenu vétuste et démoli en partie après la Seconde Guerre mondiale, la majeure partie du bâtiment date de 1956.
Le bâtiment abrite encore le prestigieux herbier, deuxième de France après celui du Muséum national d'histoire naturelle de Paris, avec environ 4 millions d'échantillons et une importante collection de vélins de botanique due au talent de Node-Véran, des laboratoires de recherche dans le domaine de l'écologie et de la parasitologie (jusqu'en 2009) ; c'est également le siège du PRES université Montpellier Sud de France.
La station de biologie marine de Sète est une propriété de l'université depuis 1879.
Les collections de l'université Montpellier-II renferment des objets encore utilisés pour la recherche et l'enseignement, comme l'herbier, alors que d'autres ont seulement une valeur patrimoniale (collection de zoologie constituée d'animaux naturalisés, en bocaux…, collection d'ethnologie, instruments d'astronomie…). Elles sont dispersées dans plusieurs bâtiments et sur le site de l'Institut de botanique. Ces collections scientifiques sont gérées et valorisées par le service général des collections de l'université Montpellier-II.
Outre ces collections d'objets, l'université conserve au sein de sa bibliothèque de riches collections d'ouvrages anciens imprimés, de manuscrits, et d'iconographie: c'est le cas par exemple de la bibliothèque de travail de Félix Dunal, léguée à la faculté des sciences en 1856; la bibliothèque de l'Institut de botanique (déposée à la BU Sciences en 2000) et de la station de biologie marine de Sète constituent également des collections importantes de ce fonds ancien. Elles sont accessibles au public sur demande motivée.

### Historique des présidents de l'université

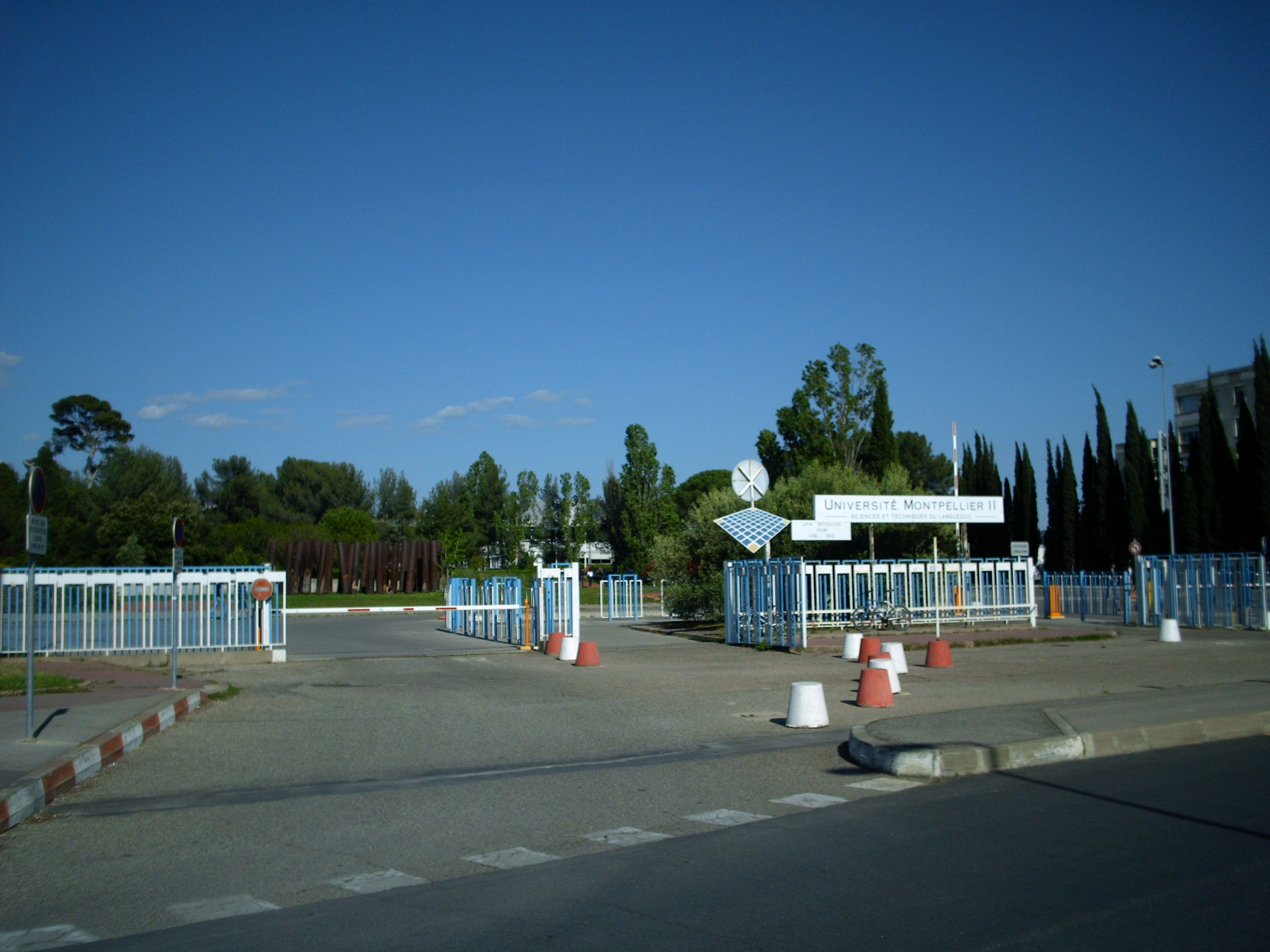
Entrée de l'université Montpellier-II, place Eugène-Bataillon.

| Année d’élection | Nom             | Qualité            | Discipline                               |
| ---------------- | --------------- | ------------------ | ---------------------------------------- |
| 1969             | Pierre Dumontet | Pr des universités | Physique                                 |
| 1972             | Jacques Rouzaud | Pr des universités | Chimie                                   |
| 1978             | Louis Thaler    | Pr des universités | Biologie                                 |
| 1983             | René Cano       | Pr des universités | Cristallographie                         |
| 1989             | Jean Lagarrigue | Pr des universités | Biologie                                 |
| 1994             | Yves Escoufier  | Pr des universités | Statistique                              |
| 1999             | Michel Avérous  | Pr des universités | Électronique                             |
| 2002             | Jacques Bonnafé | Pr des universités | Physique                                 |
| 2006             | Jean-Louis Cuq  | Pr des universités | Microbiologie et biochimie des protéines |
| 2008             | Danièle Hérin   | Pr des universités | Informatique                             |
| 2012-2015        | Michel Robert   | Pr des universités | Micro-électronique                       |

## Composantes de l'université Montpellier-II
L'université était dotée de sept composantes administratives (deux UFR et cinq instituts internes) :
- La faculté des sciences ;
- La faculté d'éducation ;
- L'IUT de Montpellier-Sète ;
- L'IUT de Nîmes ;
- L'IUT de Béziers ;
- Polytech'Montpellier ;
- L'IAE de Montpellier.

## Recherche à l'université Montpellier-II

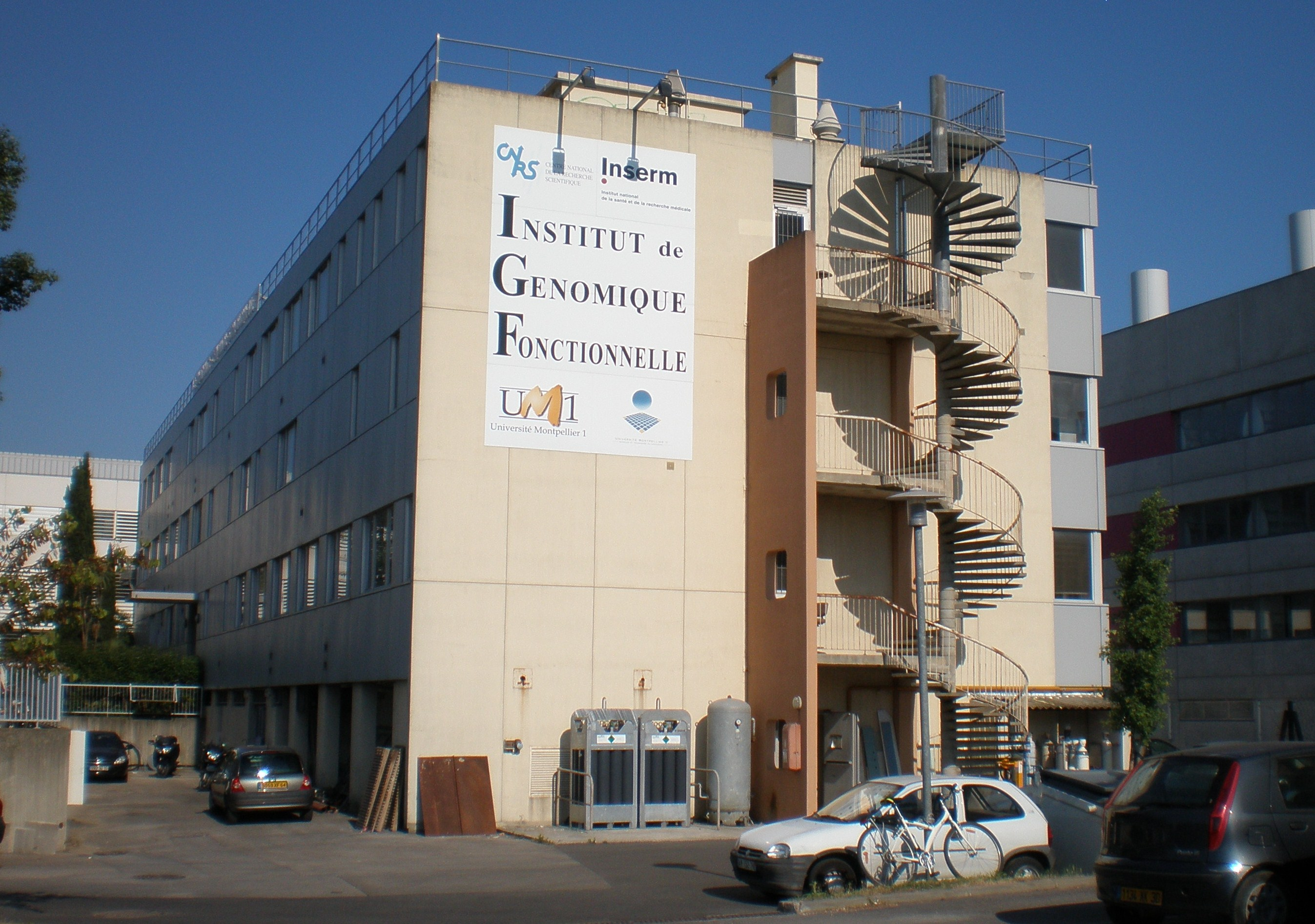
L’institut de génomique fonctionnelle, abritant notamment l'institut fédératif de recherche (IFR 3) Communications cellulaires normales et pathologiques cohabilité avec l'université Montpellier-I, le CNRS, l'INSERM et le CHU qui regroupe 21 équipes de recherche.

L'université Montpellier-II est composée d'une cinquantaine d'unités de recherche dont, la plupart, sont des UMR liées avec des centres de recherche tels que le CNRS, l'INRA, l'IRD, l'INSERM, le CIRAD et le CEA.
Les unités de recherche sont regroupées dans 8 comités thématiques d'établissement qui fédèrent les différents laboratoires.

### Scientométrie
L'université Montpellier-II est classée 201 - 300e au classement mondial des écoles et universités effectué en 2013 par la Jiao Tong University de Shanghai (Academic Ranking of World Universities), et apparaît dans la fourchette 9-16 du classement national.
L'université Montpellier-II est classée 32e au classement mondial THE des 100 universités de moins de 50 ans - 2013, et 4e au niveau français.
L'université Montpellier-II est classée 294e au classement mondial National Taiwan university ranking
L'université Montpellier-II est classée 365e (2e française) au classement « Ranking Web of World Universities » qui classe 6 000 établissements selon le volume et la qualité de leurs publications électroniques.

## International
L'université Montpellier-II coordonne et participe à plusieurs projets internationaux de mobilité :
- programmes d'échange Erasmus (Europe), CREPUQ (Québec), Erasmus Mundus (Amérique latine, Inde, Australie, Nouvelle-Zélande, Afrique du Sud)[7].
- programmes de mobilité internationale Averroès[8] (Euroméditerranée), MAHEVA (Asie du sud-est).
- dans le cadre du programme TEMPUS, en partenariat avec des universités européennes (Ukraine, Biélorussie, Moldavie) et avec des étudiants au Maghreb et au Liban.

L'université Montpellier-II fait partie d'un consortium de 57 établissements d'enseignement supérieur et organismes de recherche françaises, qui porte l'université des sciences et des technologies de Hanoï.
En 2013, en coopération avec l'université des sciences et techniques électroniques de Chengdu, l'université Montpellier-II est partenaire du lancement de l'Institut Confucius de Montpellier.
L'université Montpellier-II compte 8 laboratoires internationaux associés, dont :
- l'IFUM : institut franco-uruguayen de mathématiques (Uruguay - création en 2009) ;
- le MEIPA : membrane échangeuse d'ions et procédés associés (Russie - création en 2011) ;
- le RICE : rice functionnal genomics and plant biotechnology (Vietnam - création en 2011) ;
- le LAFISI : laboratoire franco-italien de recherche sur les systèmes intégrés matériel-logiciel (Italie - création en 2013).

## Vie étudiante

### Vie associative

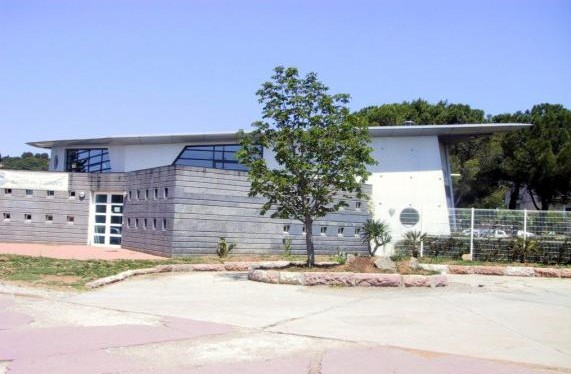
La maison des étudiants à l'entrée de l'université Montpellier-II (place Eugène-Bataillon).

L'université disposait de plusieurs associations étudiantes.

### Évolution démographique
| 2000   | 2001   | 2002   | 2003   | 2004   | 2005   | 2006   | 2007   |
| ------ | ------ | ------ | ------ | ------ | ------ | ------ | ------ |
| 12 708 | 12 461 | 11 915 | 12 122 | 12 193 | 12 408 | 12 490 | 12 383 |

| 2008   | 2009   | 2010   | 2011   | 2012   | - | - | - |
| ------ | ------ | ------ | ------ | ------ | - | - | - |
| 14 714 | 15 347 | 14 671 | 15 211 | 15 813 | - | - | - |

### Fonds d'archives
- Fonds : université Montpellier II (1809-2012) [126,44 ml].  Cote : 15 ETP. Montpellier : Archives départementales de l'Hérault (présentation en ligne).